# Тіна (Румунія)
Тіна (рум. Tina) — село у повіті Вилча в Румунії. Входить до складу комуни Лівезь.
Село розташоване на відстані 185 км на захід від Бухареста, 51 км на південний захід від Римніку-Вилчі, 59 км на північ від Крайови.

## Населення
За даними перепису населення 2002 року у селі проживали 387 осіб, усі — румуни. Усі жителі села рідною мовою назвали румунську.